# Морфография
Морфография или геоморфография (от греч. morphe — закон и греч. grapho — описываю, пишу) — подраздел геоморфологии, который занимается качественным описанием, систематизацией и классификацией форм земного рельефа по его внешним признакам, в то время, как их количественные характеристики являются областью интереса морфометрии. 
Предметом изучения морфографии являются сведения об очертаниях и взаимном расположении отдельных отрицательных и положительных особенностей рельефа, их высотах, глубинах, пространственной ориентации и т. п. не вдаваясь в детали возраста и генезиса. Помимо этого, морфографический анализ рельефа местности включает в себя некоторые начальные этапы геоморфологического изучения местности: схематизацию орогидрографии, описание морфографической типологии рельефа и т. д.